# Clinton (hrabstwo Clinton)
Clinton – miasto w Stanach Zjednoczonych, w stanie Nowy Jork, w hrabstwie Clinton.